# 손도끼 2
《손도끼 2》(영어: Hatchet II)는 미국에서 제작된 애덤 그린 감독의 2010년 슬래셔 영화이다. 《손도끼》(2006)의 속편이다. 케인 호더, 대니엘 해리스, 토니 토드 등이 출연하였고, 데릭 컬 등이 제작에 참여하였다.
2013년 속편 《손도끼 3》(en:Hatchet III)이 개봉하였다.

## 줄거리
전편에서 빅터 크라울리의 공격으로부터 살아남은 메리베스를 잭 크래커가 발견해 오두막으로 데려간다. 그러나 메리베스의 아버지가 악어 사냥꾼 샘슨 던스턴이라는 걸 알게 된 순간 잭은 메리베스를 쫓아낸다. 잭은 곧 나타난 빅터 크라울리에게 내장을 뽑힌 뒤 그 내장으로 목이 졸려 죽는다.
메리베스는 부두 가게를 운영 중인 좀비 목사를 찾아간다. 좀비 목사는 샘슨이 과거 빅터 크라울리의 집에 불을 질렀던 세 아이 중 하나라는 사실을 알려준다. 이어 빅터 크라울리의 탄생과 관련한 자세한 뒷이야기를 들려준다. 과거 토머스 크라울리는 위암에 걸린 아내를 돌보던 간병인 케이전 여성 리나와 불륜 관계가 되었고, 이를 알게 된 아내는 죽기 직전 리나와 리나가 태내에 품고 있던 아기에게 저주를 내렸다. 저주가 통했는지 빅터가 태어나던 날 주변 자연 생물이 다 죽어버렸으며 아기의 흉측한 얼굴을 본 순간 공포에 질린 리나 역시 사망하였다. 토머스는 처음엔 저주와 자신의 실수를 숨기기 위해 빅터와 외딴 곳에 살았지만 곧 아들 빅터를 사랑하게 되었다는 것이다.
아버지와 오빠의 유해를 찾고 싶다는 메리베스의 부탁에 좀비 목사는 사람들을 모집하고 이 가운데에는 1편에서 사망한 보트 운전수 숀의 쌍둥이 형제 저스틴, 트렌트라는 사냥꾼, 메리베스의 밥 삼촌도 포함돼있다. 곧 사람들은 하나둘 빅터 크라울리에게 잔인하게 살해된다. 
좀비 목사는 샘슨이 빅터 크라울리의 집에 불을 지를 때 같이 있었던 트렌트와 밥 삼촌을 빅터 크라울리가 죽이면 복수가 완성돼 저주가 끝날 거라고 믿어 트렌트와 밥 삼촌을 유인해서 데려온 것으로 드러나고, 결국 두 사람이 사망한다. 하지만 메리베스는 친 삼촌은 이미 백혈병으로 죽었고 밥 삼촌은 그냥 가족들과 친한 사이라고 밝힌다. 빅터 크라울리에게 좀비 목사가 살해된 뒤 메리베스는 손도끼로 빅터 크라울리의 머리를 치다가 좀비 목사의 산탄총으로 확인 사살한다. 

## 출연
- 케인 호더 - 빅터 크라울리 / 토머스 크라울리 역
- 대니엘 해리스 - 메리베스 던스턴 역
- 토니 토드 - 좀비 목사 역
- 패리 션 - 저스틴 역
- 톰 홀랜드 - 밥 역
- 알렉시스 피터스 - 에이버리 역
- R.A. 미하일로프 - 트렌트 역
- AJ 보언 - 레이턴 역
- 에드 애커먼 - 클리터스 역
- 콜턴 던 - 버넌 역
- 존 칼 비클러 - 잭 크래커 역
- 캐스린 피오레이 - 샤이앤 크라울리 역
- 라일리아 밴더빌트 - 어린 빅터 크라울리 역
- 에마 벨 - 파커 오닐 역 (크레디트 미기재)
- 조엘 머리
- 숀 애슈모어
- 로이드 코프먼
- 애덤 그린
- 조 린치

## 기타 제작진
- 공동 제작: 제이슨 리처드 밀러
- 라인 제작: 세라 J. 도너휴
- 미술: 브라이언 맥브라이언

## 우리말 녹음
성우진
- 한상덕 - 빅터 크라울리 / 토머스 크라울리(케인 호더)
- 정윤정 - 메리베스 던스턴(대니엘 해리스)
- 강수진 - 좀비 목사(토니 토드)